# 赵徽
赵徽（?—?），辽国（契丹）政治人物，南京析津府（今北京市）人。辽道宗时南府宰相。
辽兴宗重熙五年（1036年）進士甲科及第，累進大理正，治狱干练有能名。清宁二年（1056年），铜州人民排斥儒佛道三教，趙徽奏上調査实態，累進翰林学士承旨。咸雍初年，任度支使，职任烦忙，条理不乱。咸雍三年（1057年），任参知政事。咸雍八年（1062年），出任武定軍節度使。任期结束，軍民請願留任。大康元年（1075年），以同知枢密院事兼南府宰相、门下侍郎、平章政事。次年以老致仕。卒谥“文宪”，追贈中書令。

## 延伸阅读
[在维基数据编辑]
 《遼史·卷97》，出自脱脱《遼史》